# 46-та паралель північної широти
46-та паралель північної широти — лінія широти, що лежить на 46 градусів північніше земної екваторіальної площини. Вона проходить через Європу, Азію, Тихий океан, Північну Америку та Атлантичний океан.

В США через 46-ту паралель північної широти проходить частина кордону між штатами Вашингтон та Орегон

В США через паралель проходить частина кордону між штатами Вашингтон та Орегон.

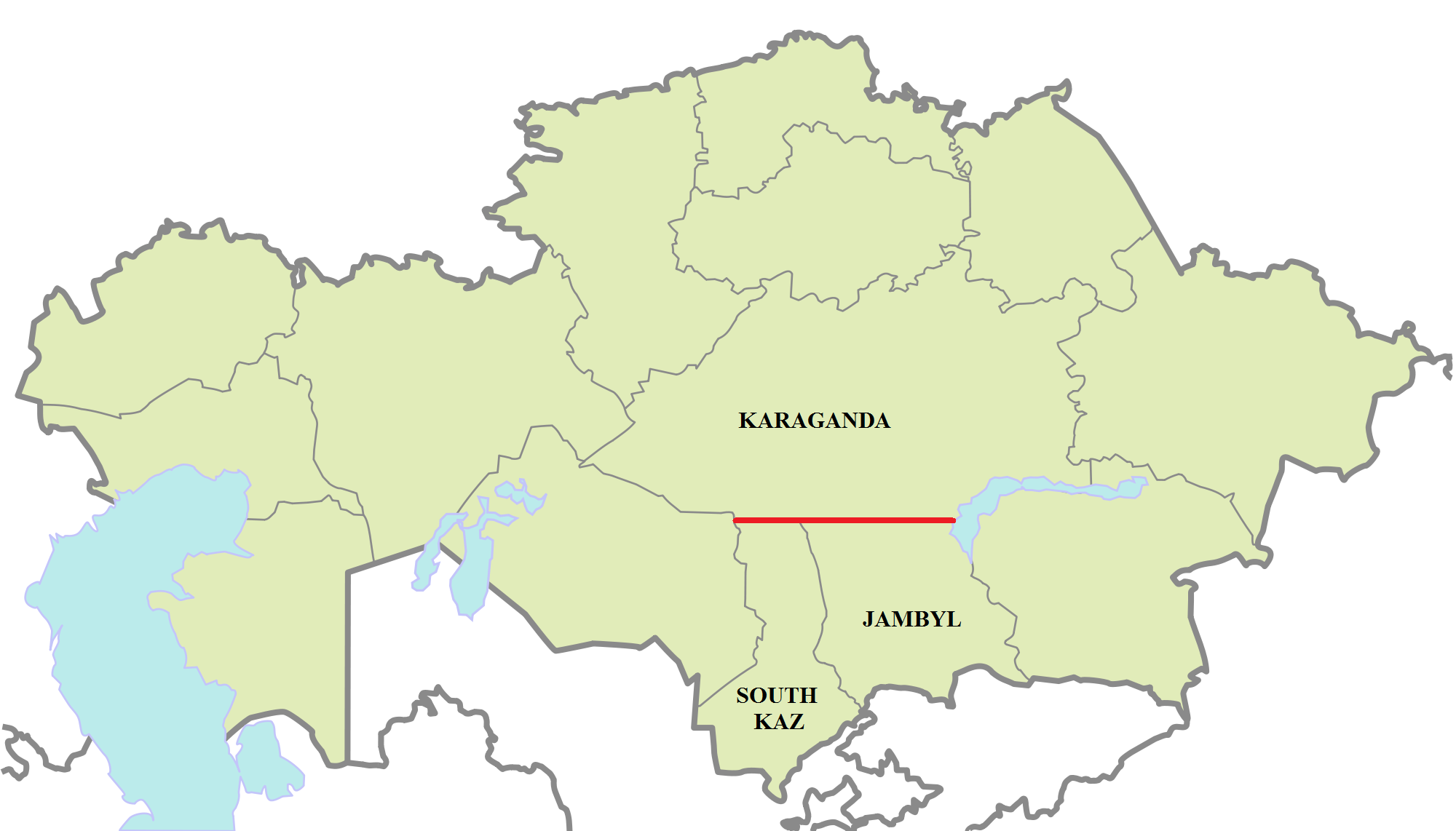
В Казахстані через 46-ту паралель північної широти проходить частина кордону між Карагандинською областю, Туркестанською областю та Жамбильською областю

В Казахстані через 46-ту паралель північної широти проходить частина кордону між Карагандинською областю, Туркестанською областю та Жамбильською областю.
На цій широті під час літнього сонцестояння сонце видно 15 годин 45 хвилин, а під час зимового сонцестояння — 8 годин 38 хвилин.

## Список географічних об'єктів, що перетинає 46° пн. ш.
Починаючи з Гринвіцького меридіану та рухаючись на схід, 46-та паралель північної широти проходить через:
| Координати                                                   | Країна, територія або море | Примітки |
| ------------------------------------------------------------ | -------------------------- | --- |
| 46°0′ пн. ш. 0°0′ сх. д. / 46.000° пн. ш. 0.000° сх. д.      | Франція                    | |
| 46°0′ пн. ш. 7°0′ сх. д. / 46.000° пн. ш. 7.000° сх. д.      | Швейцарія                  | |
| 46°0′ пн. ш. 7°53′ сх. д. / 46.000° пн. ш. 7.883° сх. д.     | Італія                     | Проходить через озеро Маджоро поблизу Луїно |
| 46°0′ пн. ш. 8°49′ сх. д. / 46.000° пн. ш. 8.817° сх. д.     | Швейцарія                  | Проходить через озеро Лугано |
| 46°0′ пн. ш. 9°1′ сх. д. / 46.000° пн. ш. 9.017° сх. д.      | Італія                     | Проходить через озеро Комо |
| 46°0′ пн. ш. 13°29′ сх. д. / 46.000° пн. ш. 13.483° сх. д.   | Словенія                   | Проходить південніше Любляни |
| 46°0′ пн. ш. 15°42′ сх. д. / 46.000° пн. ш. 15.700° сх. д.   | Хорватія                   | |
| 46°0′ пн. ш. 17°18′ сх. д. / 46.000° пн. ш. 17.300° сх. д.   | Угорщина                   | |
| 46°0′ пн. ш. 19°4′ сх. д. / 46.000° пн. ш. 19.067° сх. д.    | Сербія                     | Приблизно на 7 км |
| 46°0′ пн. ш. 19°9′ сх. д. / 46.000° пн. ш. 19.150° сх. д.    | Угорщина                   | Приблизно на 4 км |
| 46°0′ пн. ш. 19°12′ сх. д. / 46.000° пн. ш. 19.200° сх. д.   | Сербія                     | Приблизно на 2 км |
| 46°0′ пн. ш. 19°14′ сх. д. / 46.000° пн. ш. 19.233° сх. д.   | Угорщина                   | Приблизно на 5 км |
| 46°0′ пн. ш. 19°18′ сх. д. / 46.000° пн. ш. 19.300° сх. д.   | Сербія                     | Проходить південніше Суботиці |
| 46°0′ пн. ш. 20°22′ сх. д. / 46.000° пн. ш. 20.367° сх. д.   | Румунія                    | |
| 46°0′ пн. ш. 28°6′ сх. д. / 46.000° пн. ш. 28.100° сх. д.    | Молдова                    | |
| 46°0′ пн. ш. 28°55′ сх. д. / 46.000° пн. ш. 28.917° сх. д.   | Україна                    | Одеська область — проходить південніше Білгород-Дністровського |
| 46°0′ пн. ш. 30°22′ сх. д. / 46.000° пн. ш. 30.367° сх. д.   | Чорне море                 | |
| 46°0′ пн. ш. 33°37′ сх. д. / 46.000° пн. ш. 33.617° сх. д.   | Україна                    | Крим — проходить південніше Армянська Херсонська область — проходить через півострів Чонгар та Арабатську Стрілку                                                                                   |
| 46°0′ пн. ш. 34°51′ сх. д. / 46.000° пн. ш. 34.850° сх. д.   | Азовське море              | |
| 46°0′ пн. ш. 37°56′ сх. д. / 46.000° пн. ш. 37.933° сх. д.   | Росія                      | |
| 46°0′ пн. ш. 48°55′ сх. д. / 46.000° пн. ш. 48.917° сх. д.   | Каспійське море            | |
| 46°0′ пн. ш. 52°55′ сх. д. / 46.000° пн. ш. 52.917° сх. д.   | Казахстан                  | Проходить через Аральське море та озера Балхаш |
| 46°0′ пн. ш. 82°30′ сх. д. / 46.000° пн. ш. 82.500° сх. д.   | КНР                        | Сіньцзян |
| 46°0′ пн. ш. 91°0′ сх. д. / 46.000° пн. ш. 91.000° сх. д.    | Монголія                   | |
| 46°0′ пн. ш. 116°18′ сх. д. / 46.000° пн. ш. 116.300° сх. д. | КНР                        | Внутрішня Монголія Цзілінь — приблизно на 7 км Внутрішня Монголія Цзілінь Хейлунцзян — проходить північніше Харбіну                                                                                 |
| 46°0′ пн. ш. 133°41′ сх. д. / 46.000° пн. ш. 133.683° сх. д. | Росія                      | Приморський край |
| 46°0′ пн. ш. 137°51′ сх. д. / 46.000° пн. ш. 137.850° сх. д. | Японське море              | |
| 46°0′ пн. ш. 141°58′ сх. д. / 46.000° пн. ш. 141.967° сх. д. | Росія                      | Проходить через острів Сахалін |
| 46°0′ пн. ш. 142°7′ сх. д. / 46.000° пн. ш. 142.117° сх. д.  | Охотське море              | |
| 46°0′ пн. ш. 149°56′ сх. д. / 46.000° пн. ш. 149.933° сх. д. | Росія                      | Проходить через острів Уруп, Курильські острови |
| 46°0′ пн. ш. 150°13′ сх. д. / 46.000° пн. ш. 150.217° сх. д. | Тихий океан                | |
| 46°0′ пн. ш. 123°56′ зх. д. / 46.000° пн. ш. 123.933° зх. д. | США                        | Орегон Вашингтон Становить кордон між Вашингтоном та Орегоном Айдахо Монтана — проходить через Б'ютт Північна Дакота — проходить північніше кордону щ Південною Дакотою Міннесота Вісконсин Мічиган |
| 46°0′ пн. ш. 85°37′ зх. д. / 46.000° пн. ш. 85.617° зх. д.   | Озеро Мічиган              | |
| 46°0′ пн. ш. 85°0′ зх. д. / 46.000° пн. ш. 85.000° зх. д.    | США                        | Проходить через Верхній півострів[en] та острів Драммонд[en] Мічиган |
| 46°0′ пн. ш. 83°30′ зх. д. / 46.000° пн. ш. 83.500° зх. д.   | Озеро Гурон                | Північний канал[en] — проходить північніше островів Кокберн[en] та Манітулін, Онтаріо, Канада |
| 46°0′ пн. ш. 82°13′ зх. д. / 46.000° пн. ш. 82.217° зх. д.   | Канада                     | Онтаріо Квебек — проходить південніше Сорель-Трасі |
| 46°0′ пн. ш. 70°17′ зх. д. / 46.000° пн. ш. 70.283° зх. д.   | США                        | Мен |
| 46°0′ пн. ш. 67°47′ зх. д. / 46.000° пн. ш. 67.783° зх. д.   | Канада                     | Нью-Брансвік — проходить північніше Фредериктона Нова Шотландія — приблизно на 2 км |
| 46°0′ пн. ш. 64°0′ зх. д. / 46.000° пн. ш. 64.000° зх. д.    | Нортумберлендська протока  | |
| 46°0′ пн. ш. 62°54′ зх. д. / 46.000° пн. ш. 62.900° зх. д.   | Канада                     | Проходить через острів Принца Едварда |
| 46°0′ пн. ш. 62°28′ зх. д. / 46.000° пн. ш. 62.467° зх. д.   | Нортумберлендська протока  | |
| 46°0′ пн. ш. 61°33′ зх. д. / 46.000° пн. ш. 61.550° зх. д.   | Канада                     | Проходить через острів Кейп-Бретон Нова Шотландія |
| 46°0′ пн. ш. 59°51′ зх. д. / 46.000° пн. ш. 59.850° зх. д.   | Атлантичний океан          | |
| 46°0′ пн. ш. 1°23′ зх. д. / 46.000° пн. ш. 1.383° зх. д.     | Франція                    | Проходить через острів Олерон і материк |